# Jesús de Grimarest

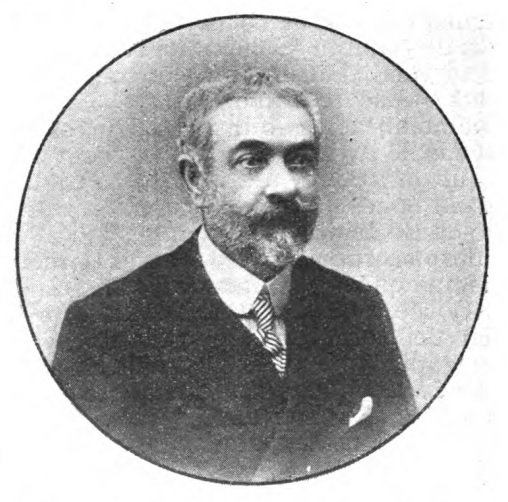
Jesús de Grimarest

Jesús Legallois de Grimarest y Villasis (Sevilla, 23 de julio de 1857-Dos Hermanas, 1924) fue un político y periodista español.

## Biografía
Procedía de una familia comprometida con el carlismo. Era hijo de Juan de Grimarest y Aguado (1823-1886) y nieto del general Pedro de Grimarest (1765-1841). Antes de cumplir los quince años de edad fue instruido en asuntos militares por un capitán del Ejército, tras lo cual, con el beneplácito de su padre, marchó al norte y participó en la tercera guerra carlista.

### Participación en la guerra carlista
En agosto de 1873 fue a Santander y de allí a Bayona, donde el vicealmirante Martínez de Viñalet quiso destinarle a la escolta de Don Carlos, pero el joven Grimarest pretirió servir en Infantería por entender que en dicha arma podría combatir más en aquella guerra de montañas, y fue nombrado caballero cadete del Batallón 1.º de Castilla. Sirvió luego también en los batallones 2.° de Castilla, 2.° y 3.° de Alava y 4.° de Castilla, con el que entró en Francia el mismo día que Don Carlos de Borbón, al concluirse la campaña.
Asistió a los combates del Valle de Arcentales, Salvatierra, Salinas de Añana, de Portugalete, de Somorrostro, del Montaño, de Santa Juliana, de San Pedro Abanto, de Ochandiano, de Villareal, de la Guardia, de Tuyo de Arganzón, de Lamigo, de Treviño, de la Puebla de Arganzón, del Villar, de Peñacerrada, de Villatuerta, de Puente-la-Reina, de Lácar, de Lorca, de Viana, de Santa Bárbara de Mañera y del Baztán.
Por méritos de guerra ascendió a alférez el 28 de febrero de 1874; a teniente el 3 de enero de 1876; y a capitán el 27 de febrero del mismo año, logrando las medallas de Vizcaya y de Carlos VII, y la Cruz Roja de 1.ª clase del Mérito Militar, que obtuvo como premio a su actuación en la victoria carlista en los campos de Lácar y Lorca el 3 de febrero de 1875.

### Política y periodismo
Tras la guerra, Jesús de Grimarest continuó defendiendo la causa carlista. El 25 de octubre de 1899 fue nombrado presidente de la Junta Provincial tradicionalista de Sevilla. Contribuyó a la organización de las fuerzas carlistas de Andalucía creando juntas locales, juventudes tradicionalistas y círculos, entre ellos el de Sevilla, del cual fue presidente. Dirigió asimismo el semanario El Radical, de dicha capital (posteriormente editado en Marchena), que fue el órgano oficial de los jaimistas de Andalucía Occidental.
Entre 1893 y 1910 protagonizó numerosos escándalos políticos en el pueblo sevillano de Dos Hermanas, donde poseía numerosas propiedades y había fijado su residencia en 1886. Cuando los carlistas alcanzaron la alcaldía de dicho municipio, Grimarest dirigió muchas de las actuaciones del consistorio, llegándose a afirmar que los alcaldes Manuel Rodríguez (1899-1901) y Fernando Muñoz (1901-1904) eran meras marionetas suyas.
Abandonó la política activa en 1909, tras llegar a la alcaldía de Dos Hermanas el liberal Federico Caro. Corrió entonces el rumor de que se había hecho liberal, cosa que el propio Grimarest desmentiría en 1915, haciendo constar su lealtad a sus ideales carlistas de siempre, si bien reconociendo su amistad personal con los jefes local y provincial del Partido Liberal Juan Antonio Carazo Gómez y Pedro Rodríguez de la Borbolla. Grimarest ocupó posteriormente la alcaldía de Dos Hermanas durante un breve espacio de tiempo entre 1920 y 1921. En su honor le fue dedicada una calle en este municipio.
Su hermano, Juan Legallois de Grimarest y Villasís, fue jefe provincial del Partido Integrista en Sevilla.